# آر إم إس لانكاستريا
آر إم إس لانكاستريا (بالإنجليزية: RMS Lancastria)‏ كانت عابرة محيط منتظمة بريطانية غرقت في 17 يونيو 1940 أثناء إجلائها رعايا والقوات البريطانية من فرنسا، يقدر عدد القتلى ما بين 4000 إلى 7000 قتيل.